# Margareta Ugarska
Margareta Ugarska (Klis, 27. siječnja 1242. – Margitin otok, Budimpešta, 18. siječnja 1270.) bila je ugarska princeza, časna sestra, kći ugarskoga kralja Bele IV.
Katolička Crkva ju štuje kao sveticu.

## Životopis
Rođena je u tvrđavi Klis u Hrvatskoj u obitelji Bele IV. i Marije. Tamo su boravili tijekom mongolske invazije Ugarske (1241. – 1242.).
Kao trogodišnjakinja Margareta je povjerena na odgoj dominikankama u samostanu u Vesprimu. Kasnije odlazi u Budim, u samostanu što ga je na otoku Nyulak-szigete (Zečji otok), usred Dunava za nju dao sagraditi njezin otac. Tamo se posvetila asketskom životu i služenju bolesnika.
Češki kralj Otakar II. poželio je Margaretu za ženu, na što su je nagovarali i njezini roditelji, ali je ona odbila. Umrla je 1271. godine.

## Štovanje
Proglašena je blaženom 28. srpnja 1789., a svetom 19. studenog 1943. godine. Spomendan joj je 18. siječnja.
Na slikama se sv. Margaretu obično prikazuje u dominikanskom habitu, s bijelim ljiljanom i knjigom u ruci.
Posvećeno joj je veći broj crkvi u Hrvatskoj, uglavnom u Središnjoj Hrvatskoj, npr. u zagrebačkoj Dubravi, Margečanu (koji je i dobio ime po njoj), Loboru, Subotici Podravskoj, Donjoj Dubravi, Gornjem Dubovcu. U Zagrebu postoji Margaretska ulica u središtu grada, u kojoj je nekada bila crkva sv. Margarete.

### Knjige
- Lach, Maksimilijan. 1939. Životi svetaca za svaki dan u siječnju. 1. Hrvatsko književno društvo sv. Jeronima u Zagrebu. Zagreb.

## Vanjske poveznice
Ostali projekti
|  | Zajednički poslužitelj ima još gradiva o temi Margareta Ugarska |